# (156) Jantipa
(156) Jantipa es un asteroide perteneciente al cinturón de asteroides descubierto el 22 de noviembre de 1875 por Johann Palisa desde el observatorio de Pula, Croacia.
Está nombrado en honor de Jantipa, esposa de Sócrates.